# Schreibmeister

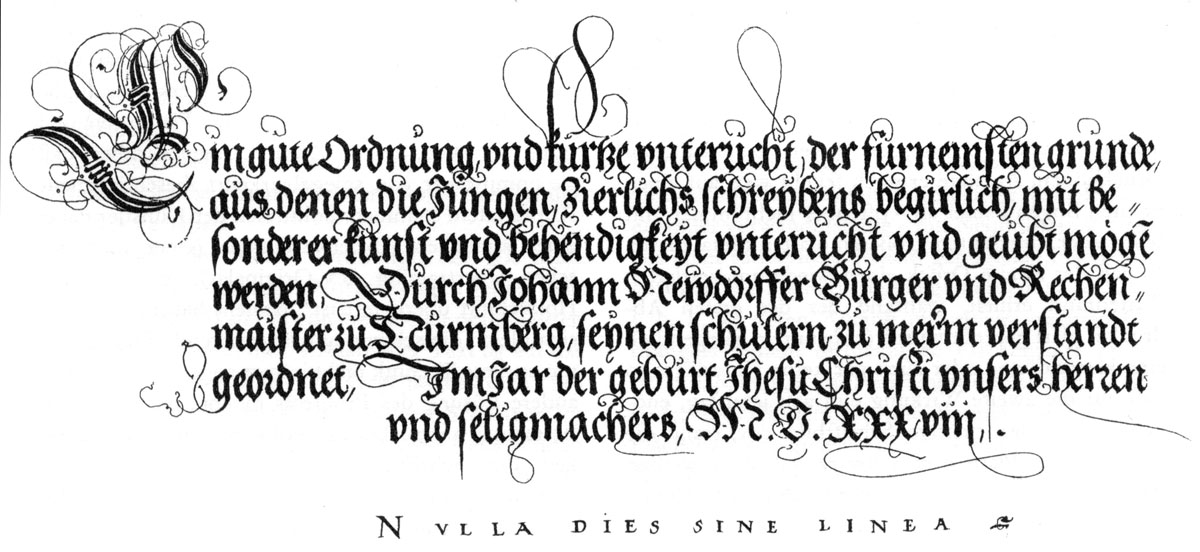
Titelblatt des Hauptwerks von Johann Neudörffer (Nürnberg 1538)

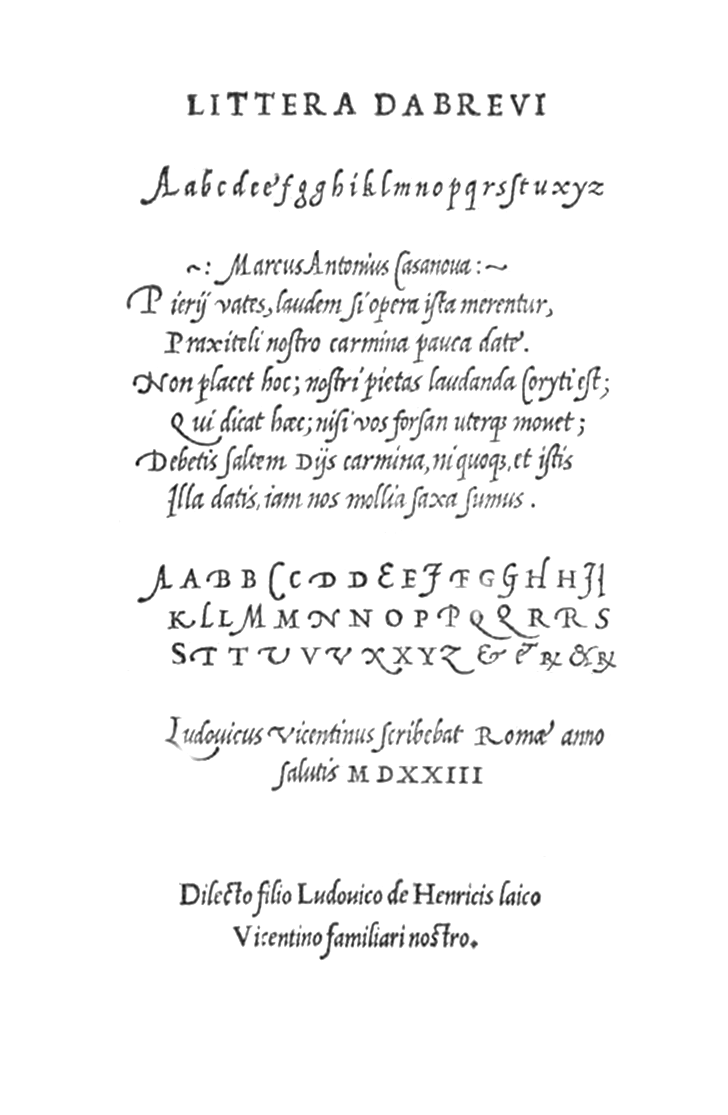
Ludovico degli Arrighi: Littera da brevi. Rom 1523, Humanist. Kursive

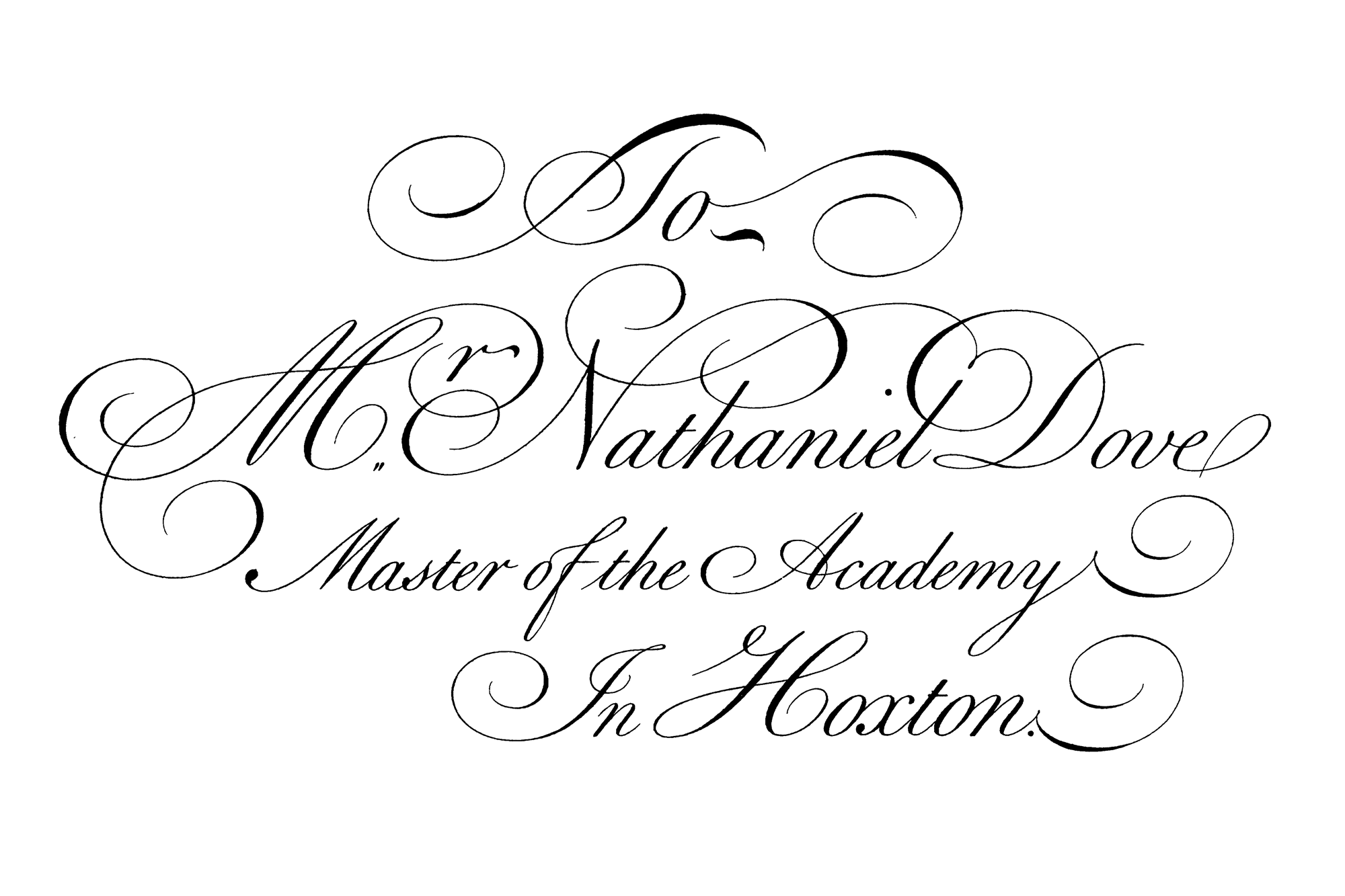
Detail der Kalligrafie des englischen Schreibmeisters George Bickham d. Ä. (London um 1740)

Schreibmeister wurden in der frühen Neuzeit Lehrer der Schreibkunst genannt, die in den Handelsstädten, insbesondere in Nürnberg, im öffentlichen Auftrag oder privat Schulen betrieben, an denen die Schreibkunst (meist zusammen mit der Rechenkunst) gelehrt wurde. Diese Schulen wurden im Gegensatz zu den Lateinschulen als teutsche Schulen bezeichnet. Diese Schulen, an denen Schreiben, Lesen, Rechnen, Religion und Morallehre den Unterrichtsstoff bildeten, wurden von Söhnen des Bürgertums besucht, die sich für den Handelsstand ausbilden sollten. Oft erhielten die Schüler dort auch Kost und Logis.

## Geschichte
Der vermutlich bedeutendste Schreibmeister war der Nürnberger Johann Neudörffer der Ältere, der 1519 das erste deutsche Schreibbuch herausgab. Diese Schreibmeisterbücher demonstrierten anhand von in Druckgrafik (Holzschnitt oder Kupferstich) gezeigten Beispielen die verschiedenen Schreibformen und Ausformungen kalligrafischer Schriften, die Modi, nach denen die Schreibmeister auch Modista oder Modisten genannt wurden.
Das erste gedruckte Schreibmeisterbuch (La Operina) (mit  eigenen, kursiven Bleilettern und Holzschnitten), dem zahlreiche Anleitungen von anderen italienischen und spanischen Kalligrafen folgten, stammte von Ludovico Arrighi (1475–1527), genannt Vicentino, der seit 1513 in der päpstlichen Kanzlei als scrittore de brevi apostolici (päpstlicher Brevenschreiber) tätig war. 1522 widmete er mit der Cancellaresca corsiva einen herausragenden Beitrag zur ästhetischen Vervollkommnung dieses Schriftstils.

## Beispiele für Schreibmeisterbücher

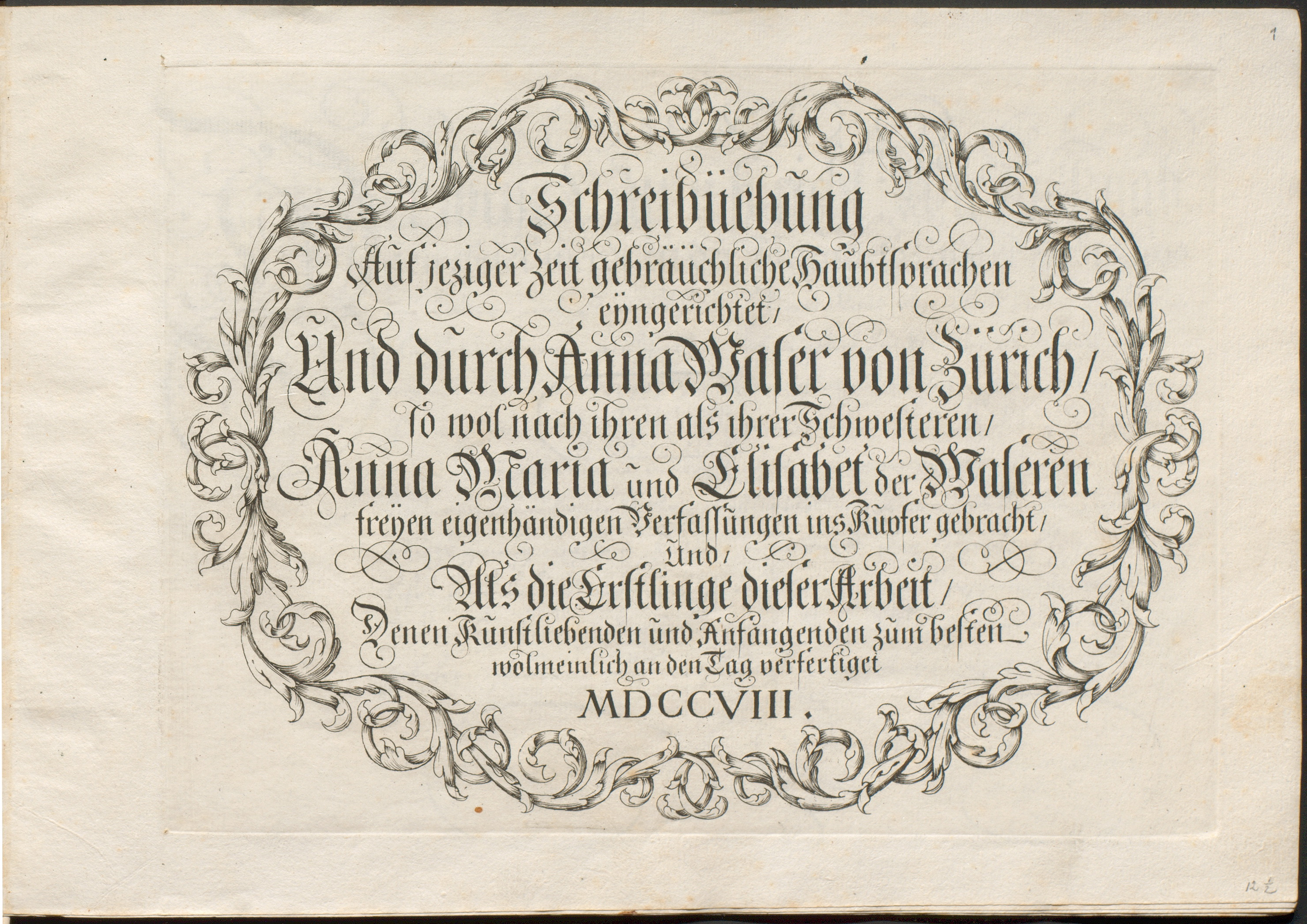
Schreibüebung der Schwestern Anna, Anna Maria und Elisabetha Waser, Zürich 1708 (Titelblatt, Kupferstich von Anna Waser)

- Ludovico degli Arrighi: La Operina da Imparare di scrivere littera Cancellarescha. Rom 1522, Digitalisat.
- Giovannantonio Tagliente: Lo presente libro insegna la vera arte de lo excellente scrivere de diverse varie sorti de litere. Italien 1524 und 1546, Digitalisat.
- Giovanni Battista Verini: Luminario da imparare ascriueri de ogni forte Littera D Giouambattista Uerini. Mailand 1536, Digitalisat.
- Giovanni Battista Palatino: Libro nuovo d’imparare a scrivere. Rom 1540, Digitalisat.
- Gerhard Mercator: Literarum latinarum, quas italicas, cursoriasque vocant, scribendarum ratio. Louvain 1540, Digitalisat.
- Juan Yciar, Saragossa: Arte subtilissima. 1548, Digitalisat.
- Wolfgang Fugger: Ein nutzlich vnd wolgegrundt Formular Manncherley schöner schriefften … Nürnberg 1553, Digitalisat.
- Vespasiano Amphiareo da Ferrara: Opera nella quale s’insegna a scriuere varie sorti di lettere, & … 1554, Digitalisat.
- Lucas Materot: Les œvre. Avignon 1560, Digitalisat.
- Franz Joachim Brechtel: Werke der Schönschreibmeister. Nürnberg 1573, Digitalisat.
- Francisco Lucas: Arte de escrivir. Madrid 1577.
- Giovanni Francesco Cresci: Essemplare di piu sorti lettere. Venedig 1578, Digitalisat.
- Johann Baptist Schmid: Kurtze fürweisung Kunstlichs vnd zierlichs schreibens, … Nürnberg 1624, Digitalisat.
- Johann Hering: Kalligraphische Schriftvorlagen. Kulmbach 1626–1634, Digitalisat.
- Pedro Díaz Morante: Neue Kunst des Schreibens. Madrid 1630, Digitalisat.
- Sebastian Curtius: Kurtzer Unterricht mancherley zierlicher schrifften … Nürnberg ca. 1642, Digitalisat.
- Anna Waser, Anna Maria Waser, Elisabetha Waser: Schreibüebung. Zürich 1708, Digitalisat.
- George Bickham der Ältere: The Universal Penman. London 1733–1741, Reprint 1941, Digitalisat.
- Elias Augst: Teutsche Capital oder Haubt - Buchstaben, […]. Steinigtwolmsdorf 1787. Digitalisat.